# 김현주 (아나운서)
김현주(1963년 12월 23일 ~ )는 가톨릭평화방송의 아나운서이다.

## 학력
- 1983년 ~ 1987년 홍익대학교 영어영문학학 학사

## 경력
- 1986년 11월 ~ 1989년 12월 마산MBC 아나운서
- 1990.01 ~ 평화방송TV 라디오국 아나운서부 아나운서

## 방송
- PBC 콘서트홀
- 6시의 음악산책
- 가요중계석
- 어둠내린 창가에
- PBC 영화음악
- PBC 성서못자리
- 아름다운 사랑 아름다운 나눔 (2004년 4월 19일 ~ 2013년 10월 19일)
- 삼천리 우리는 하나
- 이 아침에 평화를
- 명동연가 (2006년 10월 23일 ~ 2009년 4월 11일, 2013년 10월 21일 ~ 2014년 4월 19일)
- 음악, 사랑을 만나다

## 수상
- 1996년 한국아나운서연합회 여자아나운서부문 대상
- 2013년 한국아나운서연합회 한국아나운서대상 라디오진행상